# Ebracteola
Ebracteola là chi thực vật có hoa trong họ Aizoaceae.